# Platformbevoorradingsschip

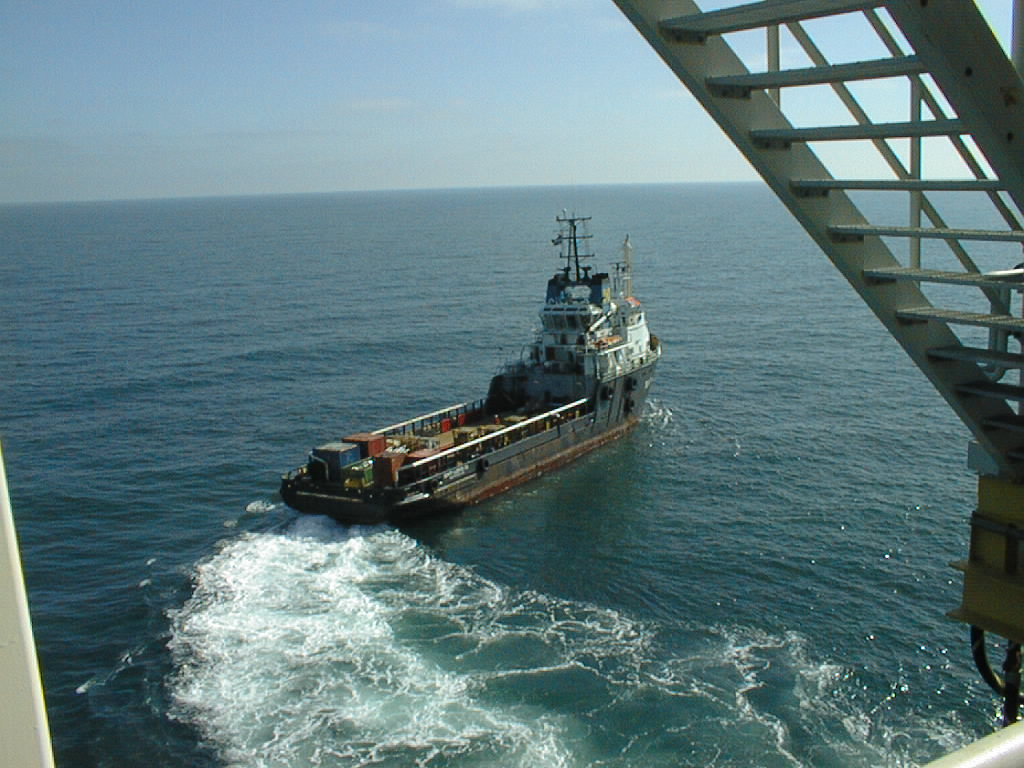
Bevoorradingsschip bij platform K6P

Een platformbevoorradingsschip (Platform Supply Vessel, PSV of Offshore Supply Vessel, OSV), veelal aangeduid als supplier, is een varende duizendpoot werkzaam in de offshore.
Suppliers worden gebruikt om allerhande zaken aan en af te voeren van booreilanden en productieplatforms, waaronder voedsel, onderdelen voor het boorplatform, smeerolie, bouwmaterialen en boorvloeistof. Op de terugweg nemen ze het afvalwater en het huisvuil mee, ook afgewerkte olie en chemicaliën worden weer mee terug genomen en aan land vernietigd. Een enkele keer worden ze ook gebruikt om personeel van en naar het platform te vervoeren, de laatste etappe gebeurt dan in een speciale mand (crew basket) aan de hijskraan van het platform. Meestal wordt hiervoor echter een helikopter gebruikt.
De meeste suppliers zijn ook uitgerust als reddingsvaartuig (Search And Rescue Vessel, SAR Vessel), om in geval van nood bij een boorplatform snel en adequaat te kunnen reageren.
In de offshore zijn nog andere schepen werkzaam die niet primair als bevoorradingsschip dienen, maar wel een aantal ondersteunende taken gemeenschappelijk hebben. Zo zijn er schepen die primair bedoeld zijn voor het uitbrengen van ankers en slepen, een ankerbehandelingssleepboot, of Anchor Handling Tug (AHT), maar deze zijn ook in staat om als bevoorradingsschip te dienen.
Een combinatie van PSV en AHT is het AHTS, Anchor Handling Tug Supply vessel, een ankerbehandelend sleep- en bevoorradingsschip.